# Sótion
Sótion, Sócion, Sócio, Socião ou Sotião de Alexandria (em grego:  Σωτίων, gen.: Σωτίωνος; fl. c. 200 – 170 a.C.) foi um doxógrafo e biógrafo grego, e uma fonte importante para Diógenes Laércio. Nenhuma de suas obras sobrevive; elas são conhecidas apenas indiretamente. Seu trabalho principal, o Διαδοχή ou Διαδοχαί (as Sucessões), foi um dos primeiros livros de história a organizar filósofos em escolas de influência sucessiva: por exemplo, a chamada Escola Jônica de Tales, Anaximandro e Anaxímenes. É citado com muita frequência por Diógenes Laércio e Ateneu. As Sucessões de Sótion provavelmente consistiram em 23 livros, e pelo menos em parte se basearam na doxografia de Teofrasto. As Sucessões foram suficientemente influentes para serem epitomizadas por Heráclides Lembo em meados do século II a.C., e obras com o mesmo título foram subsequentemente escritas por Sosícrates de Rodes e Antístenes de Rodes.
 

Aparentemente, ele também foi autor de uma obra Sobre os Silloi de Tímon e de uma obra intitulada Refutações de Diocles.